# Лу Таньвей
Лу Таньвей (*陸探微, дати народження й смерті не відомі ) — китайський художник часів династії Лю Сун.

## Життєпис
Немає чітких відомостей щодо місця та дати народження. Походив, ймовірно, з південного Китаю. Приблизно між 460 та 465 році був запрошений до двору Мін-ді, імператора династії Лю Сун. Найбільший розквіт цього художника припадає саме на 460—480 роки. Напевне, значну частину життя провів у почті володарів Лю Сун як придворний художник.

## Творчість
Лу Таньвей відносять до одного із засновників китайського живопису. Стародавні китайські джерела зберегли безліч згадувань про його творчість, проте до наших днів не дійшло жодного справжнього твору митця. Лу Таньвея майстром живопису «однією рискою», тобто він використовував той же метод, що і каліграфи, що працюють в стилі скоропису — він міг однією лінією змалювати предмет, а рука художника не відривалася доти, поки картина не була закінчена. Відповідно до древніх джерел, головними темами його творчості були зображення історичних персонажів і буддійський релігійний живопис. Художник здебільшого розписував стіни храмів.